# Железен(II) оксид
Железният оксид (или железен(II) оксид) е неорганично съединение на желязото с кислорода, в което желязото е във втора степен на окисление. Формулата му е FeO. Минералната му форма е известна и като вюстит. Един от няколкото железни оксида, той представлява черен прах, който понякога бива бъркан с ръждата, която се състои от хидратиран железен (III) оксид. Железният оксид се отнася също до семейство на свързани нестехиометрични съединения, които обикновено са с недостиг на желязо, със състави, вариращи от Fe0,84O до Fe0,95O.

## Получаване
FeO може да се получи чрез термично разлагане на железен оксалат.
FeC2O4 → FeO + CO2 + CO
Процедурата се провежда в инертна атмосфера, за да се избегне окисляването до дижелезен триоксид. Подобна процедура може да се използва и за синтеза на манганов оксид и калаен оксид.
Стехиометричният FeO може да бъде получен чрез нагряване на Fe0,95O с метално желязо при 770 °С и налягане 36 kbar.

## Реакции
FeO е термодинамично нестабилен под 575 °C, с тенденция към диспропорциониране до желязо и Fe3O4.
4FeO → Fe + Fe3O4

## Структура
Железният оксид приема кубичната структура на готварската сол, където атомите на желязото са октаедрално координирани от кислородните атоми и кислородните атоми октадедрално координирани от железни атоми. Нестехиометрията се дължи на лекотата на окисляване на FeII до FeIII, което замества една малка част от FeII с две трети от техния брой FeIII, които заемат тетраедрични позиции в плътноопакованата оксидна решетка.
Под 200 K има незначителна промяна в структурата, като симетрията се променя до ромбоедрична и пробите стават антиферромагнитни.

## Наличие в природата
Железният оксид съставлява приблизително 9% от земната мантия. В рамките на мантията той може да бъде електропроводим, което е възможно обяснение за смущенията в ротацията на Земята, които не се отчитат от приетите модели на свойствата на мантията.
Желязото, разтворено в подпочвените води, е под форма на редуцирано желязо II. Ако тази подземна вода влезе в контакт с кислород на повърхността, например в естествени извори, желязо II се окислява до желязо III и образува неразтворими хидроксиди във водата.

## Приложение
Железният оксид се използва като пигмент. Той е одобрен от Агенцията за контрол на храните и лекарствата на САЩ за използване в козметиката. Използва в някои мастила при татуировките. Може да се използва и като препарат за отстраняване на фосфати от домашни аквариуми.